# Elsaß-Lothringische P 3
In die Gattung P3 ordneten die Reichseisenbahnen in Elsaß-Lothringen verschiedene Lokomotiven ein:
Gattungssystem ab 1906
- Elsaß-Lothringische A 7
- Elsaß-Lothringische A 8
- Elsaß-Lothringische A 9

Gattungssystem ab 1912
- Elsaß-Lothringische A 10
- Elsaß-Lothringische A 11